# Shōmonki
Le Shōmonki (将門記, également Masakado-ki, littéralement Chronique de Masakado) est une chronique guerrière japonaise (senki monogatari) qui rapporte les événements de la rébellion de Taira no Masakado. Il date probablement du Xe siècle, peu de temps après le mort de Masakado en 940.
L'œuvre est surtout favorable à Masakado, qui est représenté comme un héros tragique, mais ce portrait change quand Masakado s'arroge le titre du « nouvel empereur ».

## Titre
Les kanjis de Masa-kado (将-門) pouvant également être lus « Shō-mon » (voir aussi on'yomi), sont la source du titre Shōmonki. Les mêmes kanjis peuvent être transcrits Masakado-ki, d'où la prononciation différente. Le Gikeiki, aussi appelé le Yoshitsune-ki, est un autre exemple de ce phénomène.

## Langue
Le Shōmonki est écrit en kanbun, un genre de chinois classique pour les Japonais, comme une chronique historique et différente des gunki monogatari comme le Heike monogatari.

## Contenu
En 939, Taira no Masakado, un commandant militaire descendant de l'empereur Kanmu qui a vaincu quelques seigneurs de la guerre de l'est du Japon, a une vision du dieu de la guerre, Hachiman, qui lui confère le titre de l'empereur du Japon. Masakado se donne alors le nom de shinkō (新皇, « nouvel empereur »), et il terrifie l'empereur en poste et les nobles à Kyōto. Ils prient les dieux (kamis) et bouddhas, et Masakado est finalement vaincu par son ennemi juré, Taira no Sadamori. La tête de Masakado est envoyée à Kyōto et, plus tard, le fantôme de Masakado délivre un message de regret de ses actions.

## Paternité
Étant donné que la dernière partie est moins favorable à la cause de Masakado, quelques critiques ont émis l'hypothèse que l'œuvre ait été rédigée par deux écrivains distincts, bien que cela semble peu probable.

## Genre
Donald Keene appelle cette œuvre un « conte de bataille » (senki), le premier précurseur dans son genre des gunki monogatari du XIIIe siècle comme le Heike monogatari. Les autres senki incluent le Sumitomo tsuitō ki (純友追討記) et le Mutsu waki (陸奥話記).